# Thurnerkapelle St. Wolfgang
Koordinaten: 47° 58′ 17″ N, 8° 7′ 26″ O

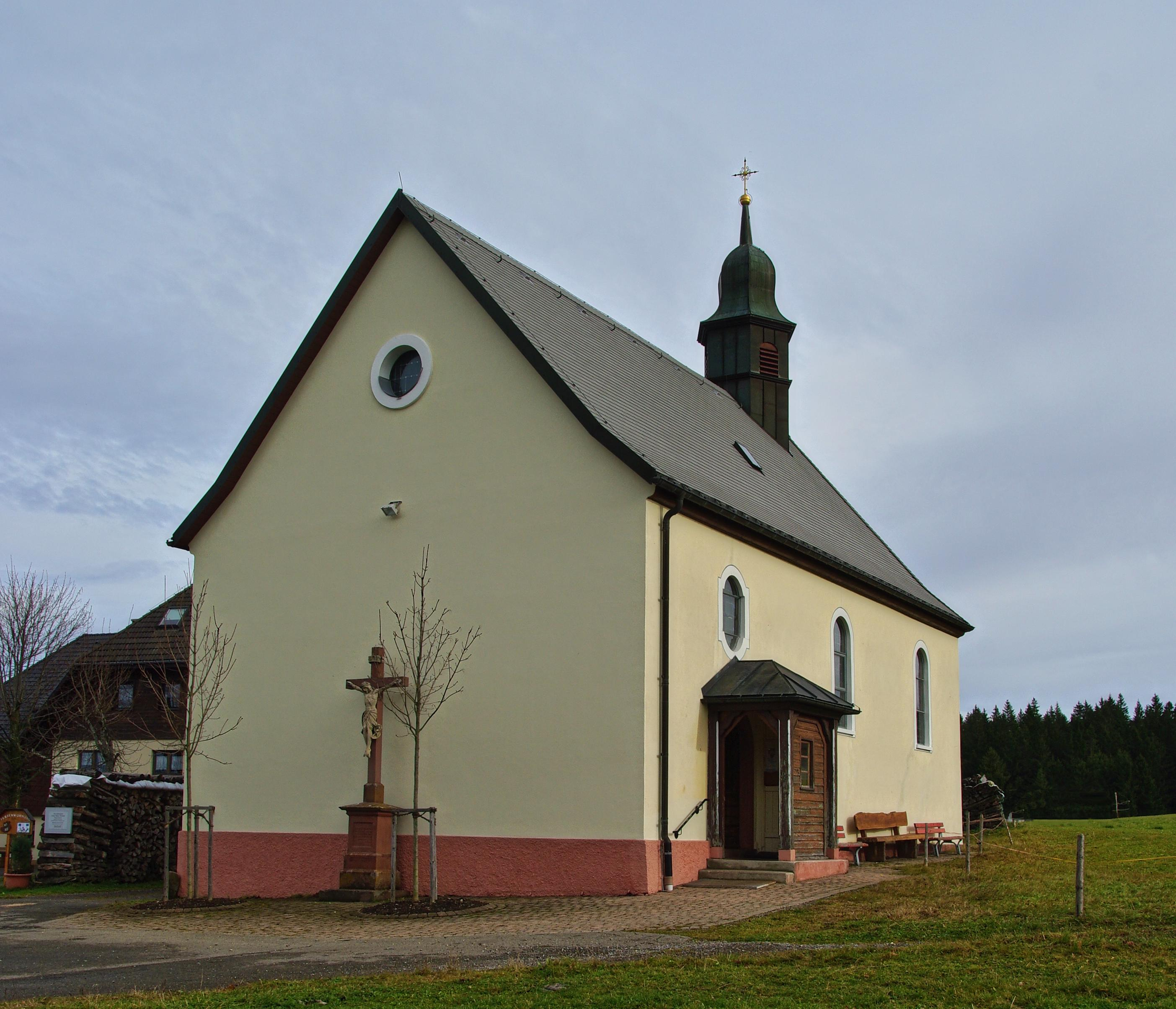
Thurner: St.-Wolfgangs-Kapelle

Die Kapelle St. Wolfgang auf dem Thurner ist ein katholisches Kirchengebäude im Ortsteil Thurner der Gemeinde St. Märgen im Hochschwarzwald. Sie gehört zur Seelsorgeeinheit Klosterdörfer St. Peter / St. Märgen im Dekanat Neustadt des Erzbistums Freiburg. Kirchenpatron ist der heilige Wolfgang, der unter anderem als Schutzheiliger der Holzfäller, Waldarbeiter und Hirten gilt.

## Geschichte
Bereits 1491 wurde an dieser Stelle eine St.-Wolfgang-Kapelle erwähnt, die dem Gebet und Gottesdienst diente, für die umliegend verstreuten Bauernhöfe sowie für die Kaufleute, die diesen Übergang von der Oberrheinebene und Freiburg zum Bodensee und nach Schwaben benutzten. 
Die heutige Kapelle entstand 1765 im Stil des Barock auf Veranlassung von Petrus Glunk, Abt des Klosters St. Märgen. 1825 wollte das badische Innenministerium die Kapelle wie auch die ebenfalls zu St. Märgen gehörende Ohmenkapelle abreißen lassen. Nach hartnäckiger Intervention vor allem kirchlicher Stellen blieben beide Kapellen erhalten.

## Beschreibung

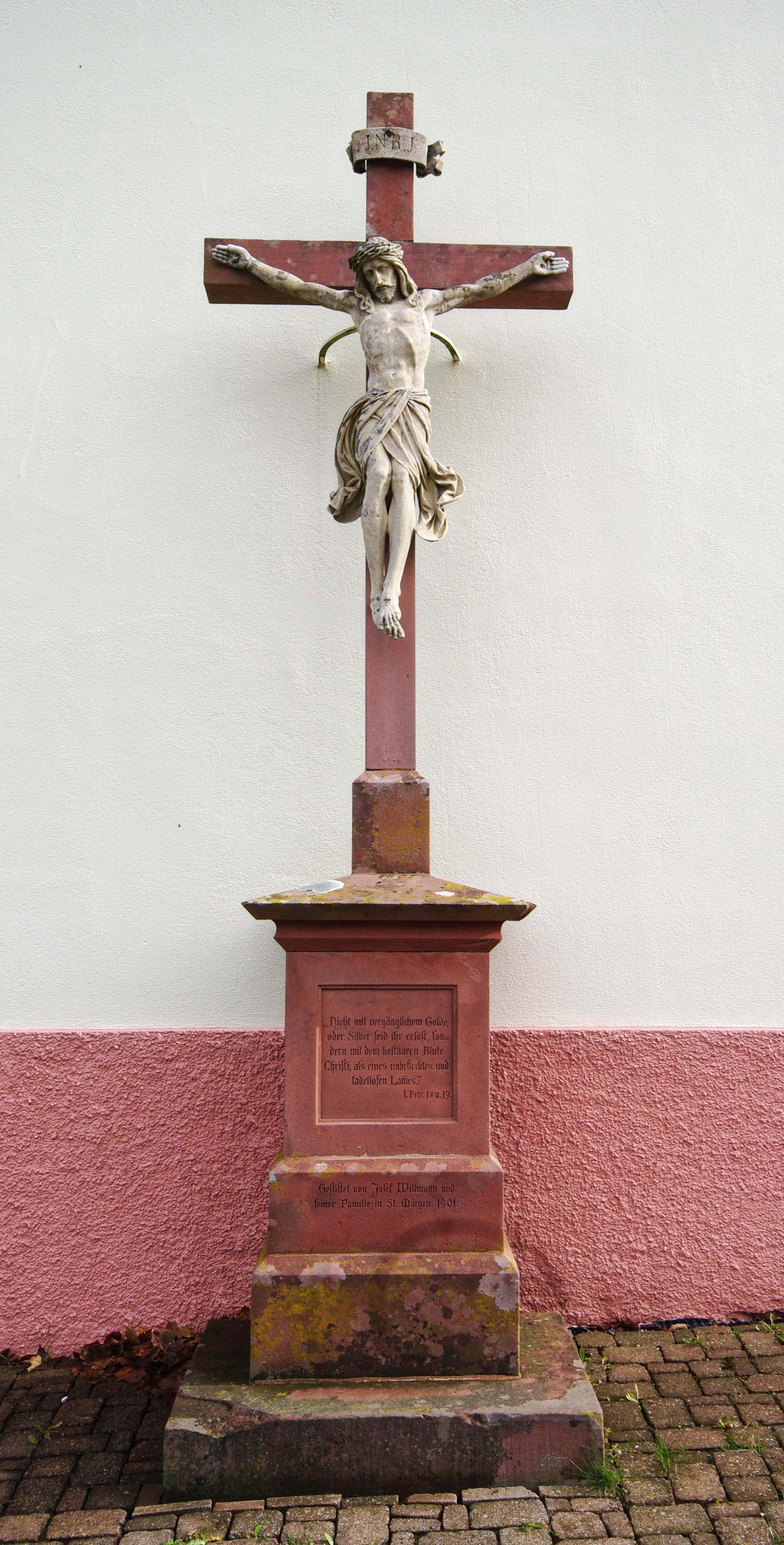
Flurkreuz vor der Kapelle

### Äußeres
Der schlichte, geostete Bau hat im Westen eine Giebelfassade und ist über dem Chor mit Dreiachtelschluss gewalmt. Im Osten wurde 1936 vor den Chor eine Sakristei angebaut. Die dem auf der Passhöhe oft stürmischen Wetter ausgesetzte Westfassade hat lediglich ein kleines Rundfenster im Giebel unterhalb des Firstes. Sonst ist sie ununterbrochen glatt verputzt. Mittig davor steht ein Flurkreuz. Der Eingang mit einem kleinen Windfang befindet sich auf der Südseite. Im vorderen Teil der Kirche sitzt dem Dach ein Dachreiter auf, in dem zwei Glocken hängen. Die kleinere, 75 kg schwer, wurde 1750 von Heinrich Weitenauer in Basel gegossen, die größere mit einem Gewicht von 250 Kilogramm stammt aus dem Jahr 1951.

### Innenraum
Die barocke Innenausstattung ist verhältnismäßig schlicht. Der Altaraufbau und die beiden Figuren von Johannes dem Täufer und St. Gallus stammen von der Hand Matthias Fallers. Im Zentrum des Altars steht eine Nachbildung des Sarner Jesuskinds, eine Stiftung aus dem Jahr 1937 von einer Frau, die in Sarnen vor diesem Gnadenbild gebetet und daraufhin Heilung erfahren hatte. Auch am Thurner ist dieses Gnadenbild Ziel für Wallfahrer. Einige barocke Heiligengemälde stammen aus dem 1806 aufgehobenen Kloster St. Märgen. Die beiden Deckenfresken wurden 1936/1937 von den Gebrüdern Hemberger aus Karlsruhe angefertigt. Das kleinere zeigt das Emmausmotiv, das größere den heiligen Wolfgang, der seine Hand schützend über den Thurner hält. Die heutigen Fenster wurden 1922 von den umliegenden Bauern gestiftet. Im hinteren Bereich der Kapelle befindet sich eine Empore, jedoch ohne Orgel.

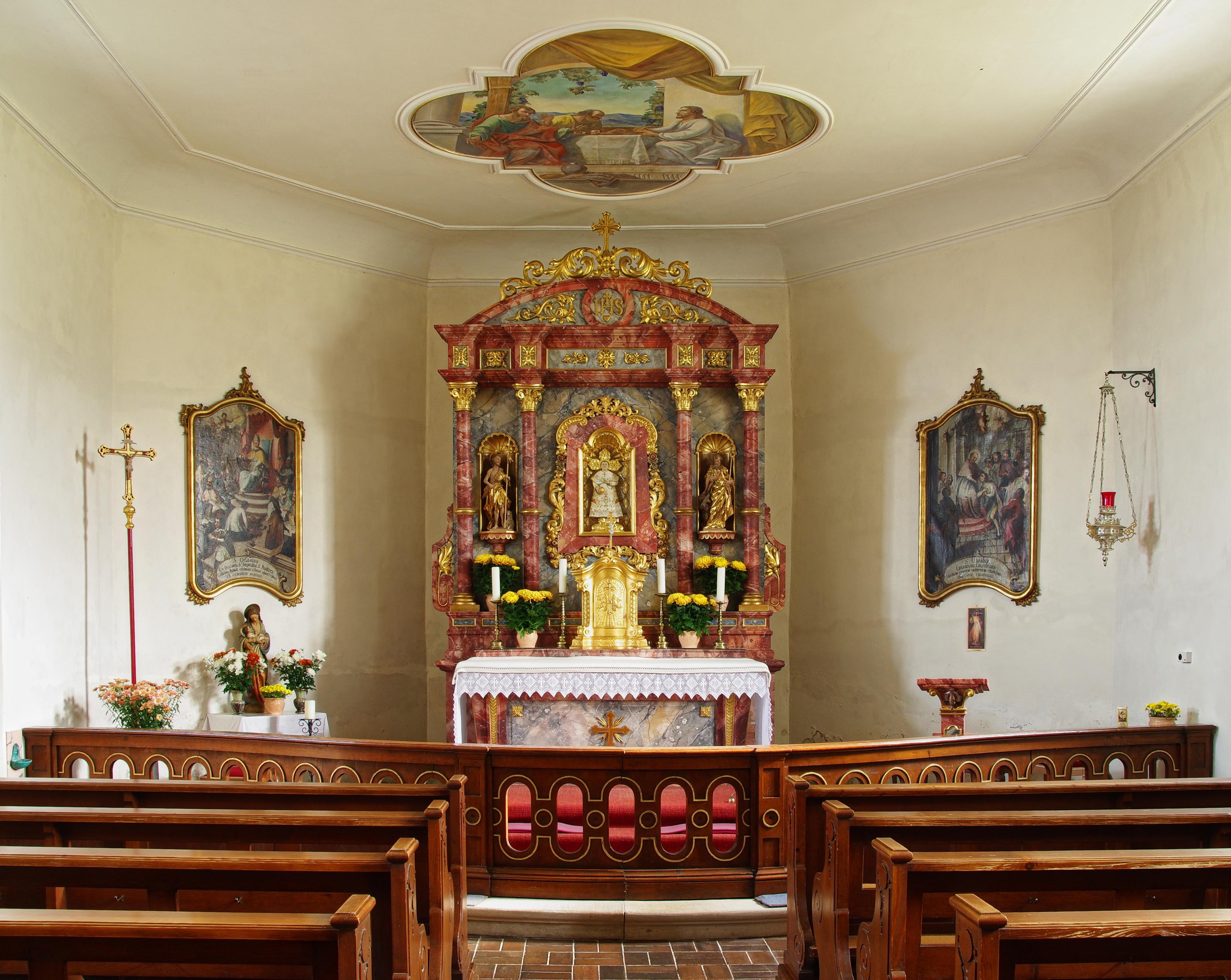
Blick zum Altar
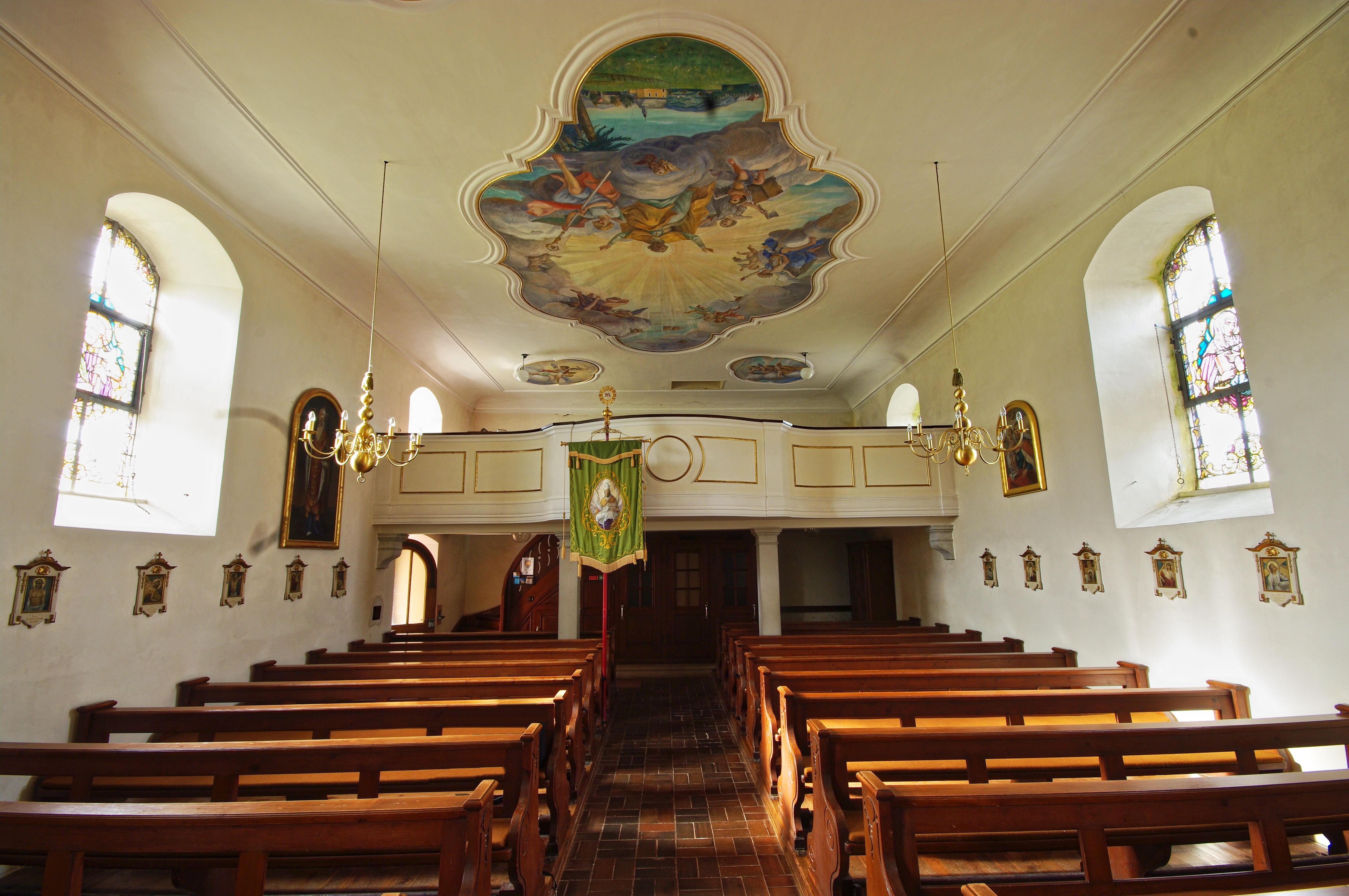
Innenraum mit Empore